# Andecavi

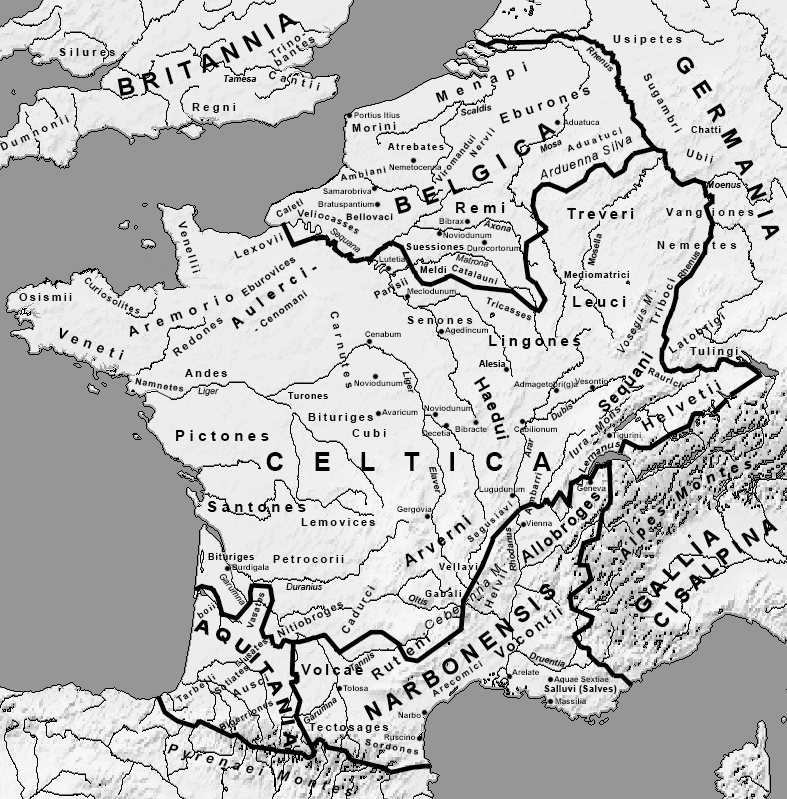
Harta popoarelor galice și locația Andecavilor (Andes).

Andecavii (sau Andégaves și mai rar Andes) erau un popor galic menționat în Commentarii de Bello Gallico ale lui Iulius Cezar. Sub Imperiu, au făcut parte din Gallia Lugdunensis. Numele lor ar putea însemna „cei din marele gol”, din galeză -ande, particula intensivă și -cavi, „gol”. Termenul Andécavii este o adaptare a limbii latine la un nume celtic.
Acest popor era situat la est de Namnetes, la vest de Turoni și la sud de Aulerci (Diablinti și Cenomani). Țara lor a devenit ulterior Anjou, căruia i-au dat numele lor, precum și orașului lor principal, numit mai întâi Juliomagus, apoi Andecavi.

## Teritoriu

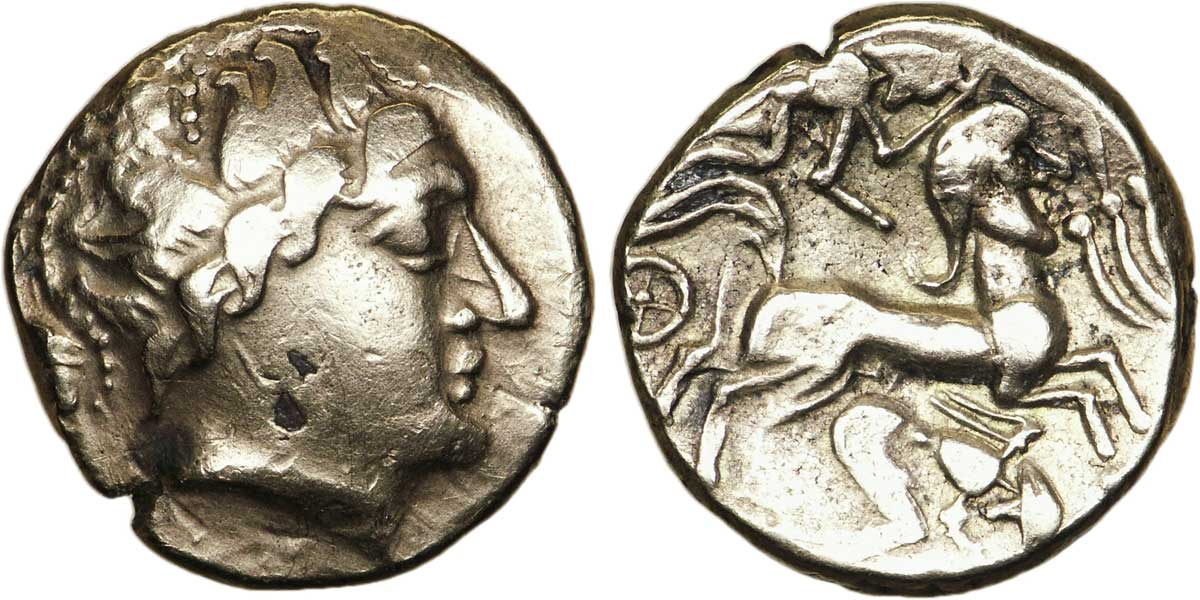
Statèrele de electrum "cu creste" batut de Andecavi (regiunea Angers. Data: secolul I î.Hr. Descriere revers: Cal androcefal galopând spre dreapta, condus de un auriga întinzând mâna stângă; vexillum în fața calului și o figură înaripată pliată între picioarele calului. Descriere avers: cap spre dreapta, părul în două șiruri de șuvițe; primul în bandă pe tâmple și al doilea urcând și încadrând modelul în formă de arc.

Granițele teritoriului Andécaves pot fi vag conturate, fără să poată fi certificate cu exactitate. Toponimele „Ingrandes” și „Bazouges” ·  ajută la stabilirea limitelor presupuse. Conform lui Provost, astfel se poate trasa o linie între Ingrande și Candé. Întrebarea referitoare la Craonnais rămâne incertă, unii considerând teritoriul ca aparținând a Namnetes, extinzând limitele până la Segré și râul Oudon. Este posibil ca acest teritoriu să fi fost în întregime acoperit de păduri, formând o limită între cetatea andă și cetatea namnă. Cu toate acestea, întrebarea persistă, deoarece sfinții evanghelizatori ai acestei regiuni au fost episcopi din Angers (sfinții Albin, Mainboeuf).
Limita de nord se afla probabil dincolo de limitele departamentale actuale, cum ar indica toponimele de la Ingrandes până la Azé și Saint-Martin-du-Fouilloux în Maine-et-Loire, și cele de la Bazouges până la Château-Gontier în Mayenne și Bazouges-sur-le-Loir în Sarthe. Râurile Sarthe și Loir par să fi jucat rolul de graniță.
La est, toponimul Ingrandes-de-Touraine poate marca limita cu Turonii. Probabil că pădurile extinse jucau rolul de graniță.
La sud, râul Layon ar fi putut forma frontiera cu pictonii, dar Provost, bazându-se pe evanghelizarea din Chalonnes de către un episcop din Angers, extinde un pic mai departe această frontieră. Cu toate acestea, Mauges nu făceau parte din teritoriul Andes, ci ar fi aparținut poporului Ambiliates, un popor client al pictonilor.

## Populația

### Locuri de reședință
Sunt în general atestate două oppidum: cel de la Chênehutte și cel de la Ségourie, la Le Fief-Sauvin. În schimb, capitala Andécaves nu este cunoscută în prezent. Provost menționează ipoteza unui oppidum al Andécaves în satul Frémur, din comuna Sainte-Gemmes-sur-Loire, în locul numit "Camp-de-César".
Prezența unui oppidum andecav pe situl castelului din Angers a fost mult timp respinsă din cauza puținelor indicii care să susțină această afirmație · . Cu toate acestea, campania de săpături preventive între 1992 și 2003 a putut în cele din urmă să demonstreze existența unei ocupări din perioada finală a perioadei La Tène (aproximativ 80-70 î.Hr.) până în perioada augusteană (10 î.Hr.). Prezența obiectelor arheologice, a vestigiilor unui zid cu grinzi orizontale și descoperirea unor drumuri care delimitează sectoare de activitate permit reconsiderarea ipotezei unui oppidum pe situl castelului.
La Cadurie, oppidumul de la Loigné-sur-Mayenne, situat în zona de frontieră între Namnetes, Diablintes și Andecavii, poate aparține poate acestora din urmă, fără dovezi formale. Apropierile sale sunt bogate în vestigii ale locuințelor și exploatațiilor din acea perioadă. Conform altor autori, ar putea fi mai degrabă atribuit Namnetes.

### Date demografice
Bazându-se pe câteva scrieri care menționează numărul de războinici din armata Andécaves, Henry estimează populația mobilizabilă la 18 000 - 20 000 de luptători, ceea ce ar corespunde la între 72 000 și 80 000 de indivizi. Apoi, el dublează cifra prin adăugarea popoarelor non-celtice prezente pe teritoriu pentru a ajunge la o medie de 150 000 de persoane care trăiesc pe teritoriul cetății Andécaves.

### Organizare politică și militară
Nu se cunoaște aproape nimic despre organizarea politică a Andecavilor. Dumnacos este numit duce Andium, "șeful Andecavilor". Este probabil ca sistemul politic să fie unul oligarhic, așa cum era acceptat în acea vreme.
Din textele disponibile despre revolta lui Dumnacos, putem observa tactica militară a Andecavilor. Puterea armatei era compusă în principal din călăreți proveniți din familii de nobili. Soldații de infanterie, proveniți din clasele sociale mai modeste, jucau doar un rol de sprijin pentru călăreți, având o valoare militară scăzută acționând singuri.

## Istorie

### Războaiele Galice
În 52 î.Hr., după predarea lui Vercingetorix, Andecavii (sau Andes), sub conducerea lui, Dumnacos (sau Dumnacus), au încercat să reziste romanilor. Cu ajutorul Carnuților, ei au atacat Limonum (Poitiers), dar au fost învinși acolo .
Șeful Andecavilor, împreună cu războinicii săi și cu pictonii anti-romani, au asediat Limonum, apărat de șeful Lemovices Duratius. Intervenția legaților Caius Caninius și Caius Fabius l-a determinat pe Dumnacos să ridice asediul. Urmarit de trupele romane, după ce a trecut de malul drept al Loarei, a fost învins în apropiere de Les Ponts-de-Cé.

### Pax Romana
După pacificarea definitivă a Galiei, Andecavii s-au revoltat de două ori împotriva autorității romane, în anii 21 și 32. Andecavii vor adopta treptat modul de viață roman. Orașul Juliomagus este fondat.